# Шустенко Олег Михайлович
Олег Михайлович Шустенко (14 квітня 1945) — український військовик. Генерал-полковник. Командувач військами Північного оперативного командування (2000–2005).

## Біографія
Народився 14 квітня 1945 року у станиці Анастасіївська Слов'янського району Краснодарського краю. У 1966 році закінчив Казанське танкове командне училище, Військову академію ім. М. Фрунзе (1978), Військову академію Генерального штабу ЗС СРСР (1989).
- У 1966–1975 рр. — командир танкового взводу, командир розвідувальної роти, командир мотострілецького батальйону.
- У 1978–1987 рр. — командир мотострілецького полку у військах Далекосхідного військового округу, начальник штабу — заступник командира навчальної мотострілецької дивізії.
- З квітня 1984 по серпень 1987 р. — командир навчальної мотострілецької дивізії.
- З 1989 року перший заступник командувача 20-ї загальновійськової армії.
- З червня 1993 по квітень 1994 р. на посаді командира 6-го армійського корпусу.
- З квітня 1994 по липень 1996 р. — заступник командувача військ Прикарпатського військового округу.
- З липня 1996 по травень 2000 р. — перший заступник командувача Сухопутних військ Збройних Сил України.[1]
- З травня 2000 по грудень 2005 р. — командувач військ Північного оперативного командування.[2]
- У грудні 2005 року звільнений з лав Збройних Сил України у запас.

## Автор праць
- Ордена Червоного Прапора Північне оперативне командування [Текст] : [проспект] / заг. ред. О. М. Шустенко ; Збройні Сили України. — Чернігів : Деснянська правда, [2002]. — 16 с.: іл.[3]

## Нагороди та відзнаки
- Орден «За службу Батьківщині в Збройних Силах СРСР» ІІІ ст.,
- медаль «За бойові заслуги»,
- відзнаки Міністерства оборони України «Доблесть і честь» та «Знак пошани»